# MotorM4X
MotorM4X je česká závodní videohra z roku 2008. Vytvořilo ji pražské studio The Easy Company. Hra je vytvořena na motivy off-roadových závodů.

## Hratelnost
Hra je zasazena v otevřené krajině. V ní může hráč narazit na různé mýtinky, ve kterých se může zapojit do závodů, za něž může získat peníze. Za peníze lze koupit lepší vozidla, nové garáže, nové díly a vylepšovat stávající vozidla. Hráč přitom musí občas navštívit opraváře, protože hra využívá realistický model poškození, kdy poškození na vozidle snižují jeho výkon.